# Gaine fémorale
La gaine fémorale est une gaine fibreuse située dans le membre inférieur au niveau de la cuisse. Il est situé dans la loge fémorale antérieure au niveau du trigone fémoral. Elle forme le passage des vaisseaux fémoraux entre l'abdomen et la cuisse.

## Description
La gaine fémorale forme un entonnoir dont l'extrémité large est dirigée vers le haut.
En haut, elle est formée par un prolongement inférieur du fascia abdominal derrière le ligament inguinal. Le fascia transversalis se prolonge vers le bas en avant des vaisseaux fémoraux et le fascia iliaque se prolonge en arrière de ceux-ci.
Le fascia transversalis ferme l'orifice supérieur en formant le septum fémoral (ou septum de Cloquet ou septum crural) qui est traversé par les vaisseaux lymphatiques.
En bas, l'extrémité rétrécie de la gaine fémorale se termine en fusionnant avec la tunique externe des vaisseaux fémoraux environ 4 cm en dessous du ligament inguinal.
La paroi latérale de la gaine est verticale et perforée par le rameau fémoral du nerf génito-fémoral. La paroi médiale est orientée obliquement en bas et latéralement et est perforée par la veine grande saphène et par un vaisseau lymphatique.
La gaine fémorale est subdivisée par deux cloisons verticales pour former trois compartiments un médial, un intermédiaire et un latéral)
Le compartiment médial forme le canal fémoral et contient des vaisseaux lymphatiques et le nœud lymphatique inguinal profond proximal.
Le canal intermédiaire permet le passage de la veine fémorale et le canal latéral, de l'artère fémorale.